# Merkholz

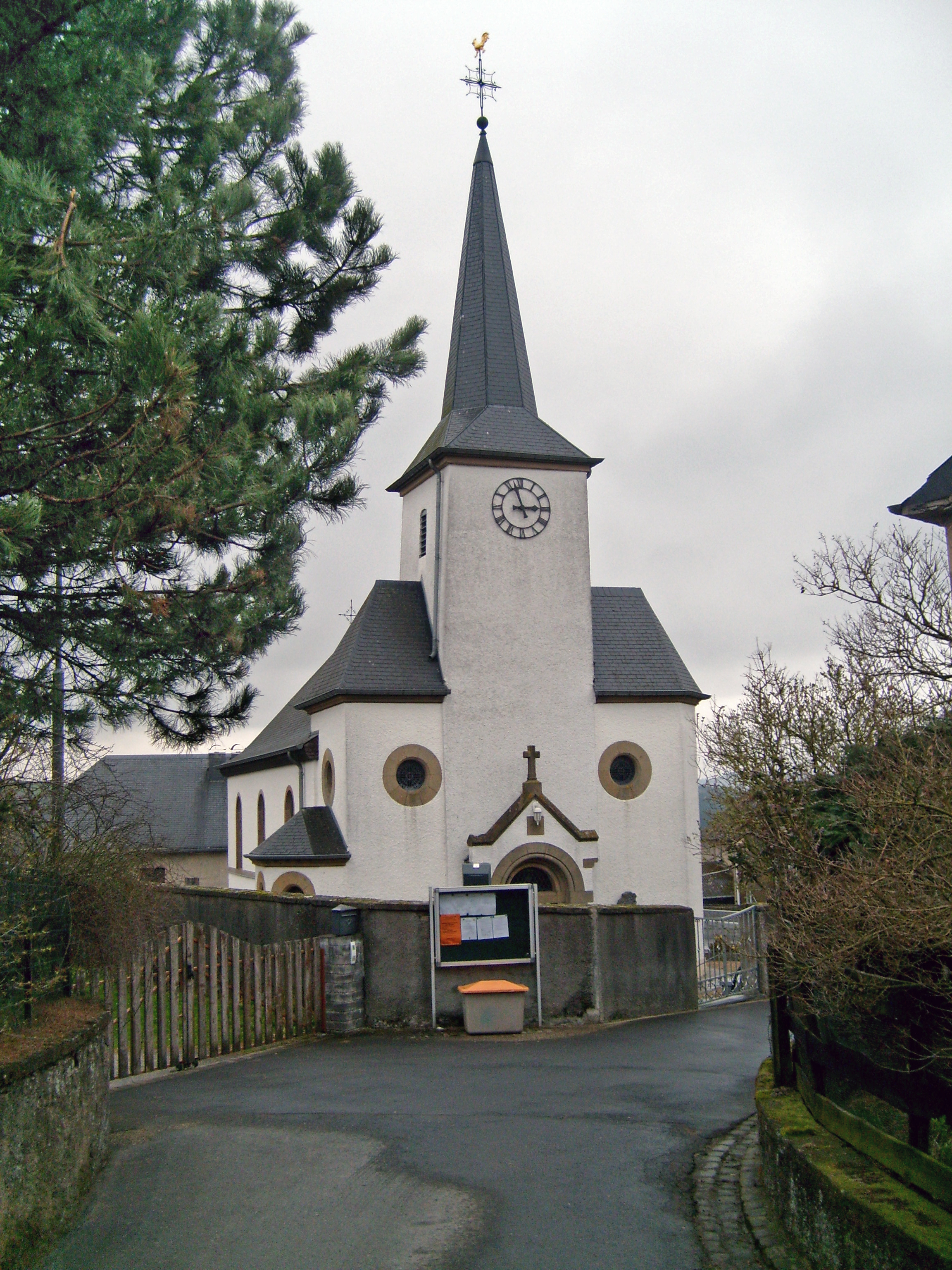
Kirche von Merkholz

Merkholz (luxemburgisch Mäerkelsⓘ; französisch Merkholtz) ist ein Ortsteil der luxemburgischen Gemeinde Kiischpelt. In dem Dorf leben 107 Einwohner (Stand: 1. Juli 2013).

## Geografie
Merkholz liegt auf einem Hochplateau über der Wiltz auf halber Strecke der Bahnlinie zwischen den Orten Wiltz und Kautenbach, an der Merkholz einen Haltepunkt hat.
Die Kirche des Ortes ist dem Hl. Bartholomäus geweiht.